# Morell Mackenzie
Sir Morell Mackenzie (født 7. juli 1837, død 3. februar 1892) var en engelsk halslæge.